# Ana Palacios
Ana Palacios (Zaragoza, 1972) es una periodista y fotógrafa documental española especializada en comunicación integral de proyectos con impacto social vinculados al tercer sector. 
Tras más de quince años trabajando en la producción de cine internacional, emprende el camino profesional del documentalismo vinculado a los Derechos Humanos, del territorio y de los animales. Documenta en profundidad proyectos de cooperación al desarrollo impulsados por fundaciones y ONG con un enfoque de “periodismo de soluciones”.
Sus reportajes han sido publicados en National Geographic, The Guardian Weekend Magazine, El País Semanal, CNN, entre otros.
Su obra se ha expuesto en salas como el Círculo de Bellas Artes de Madrid, el Palau Robert de Barcelona o la Casa Internazionale delle Donne en Roma; y pertenece a colecciones públicas y privadas como la Fundación María Cristina Masaveu Peterson, DKV Seguros, el Ayuntamiento de Alcobendas o The Lucie Foundation.
Es mentora del Canon Europe Student Programme, e imparte charlas sobre fotografía humanitaria para la marca. Es miembro del jurado de premios como el Luis Valtueña o el ASISAFoto y es docente en la Escuela de fotografía EFTI y en el Máster de PhotoESPAÑA.  
Ha publicado tres libros y ha dirigido un documental sobre esclavitud infantil disponible en Filmin.

## Documentales
- Palacios, Ana (2018). Niños esclavos. La puerta de atrás. Documental. Productora Clara Montes.[2][3]

## Libros
- Palacios, Ana (2018). Niños esclavos. La puerta de atrás. España: La Fábrica. ISBN 9788417048709.[4][5]
- Palacios, Ana (2016). Albino. España: Editorial TENOV. ISBN 978-84-944234-1-3.[6]
- Palacios, Ana (2015). Art in Movement. España:  La Fábrica. ISBN 9788416248186.[7]

## Publicaciones, artículos y reportajes
- Palacios, Ana (2024). Ellas cuentan. Revista haz.[8]
- Palacios, Ana (2024). La pobreza no es sexy para los medios. Revista haz.[9]
- Palacios, Ana (2023). Uno de cada cuatro. Revista haz. [10]
- Palacios, Ana (2023). Amour sauvage. Dans deux sanctuaires pour animaux d’Espagne. MEDIAPART.[11]
- Palacios, Ana (2023). Esos zapatos que no son nuestros. Revista haz.[12]
- Palacios, Ana (2023). Dulce y el efecto mariposa. Revista haz.[13]
- Palacios, Ana (2023). Blessing, la gota en el mar. Revista haz. [14]
- Palacios, Ana (2023). Noir, el niño ‘brujo’. Revista haz. [15]
- Palacios, Ana (2023). Descubriendo ‘La habitación de juegos'. Revista haz. [16]
- Palacios, Ana (2022). 35 horas. Nuestro Tiempo. Revista Cultural y de Cuestiones Actuales. Universidad de Navarra.[17]
- Palacios, Ana (2021). La Amazonía silenciada. CAPTION Magazine. [18]
- Palacios, Ana (2020). De ‘prostibares’ por el Amazonas: así funcionan las redes de trata en la selva. El País. [19]
- Palacios, Ana (2020). Yo fui un niño esclavo. Nuestro Tiempo. Revista Cultural y de Cuestiones Actuales. Universidad de Navarra. [20]
- Palacios, Ana (2020). La trata, a orillas del Amazonas. El País. [21]
- Palacios, Ana (2019). In Pictures: Fighting to survive when the Amazon is under attack. ALJAZEERA. [22]
- Palacios, Ana (2018). La puerta de atrás de la esclavitud infantil. Revista 5W. Crónicas de larga distancia. [23]
- Palacios, Ana (2017). The return of a child slave. ALJAZEERA.[24]
- Palacios, Ana (2017). West African children rescued from slavery- in pictures. The Guardian.[25]
- Palacios, Ana (2017). Víctimas de la trata de personas en África Occidental. DAYS Japan.[26]
- Palacios, Ana (2017). Trafficked children reach a place of safety. New Internationalist. The world unspun. [27]
- Palacios, Ana; Toledano, José Luis (2016). Childbirth in Benin – in pictures. The Guardian.[28]
- Palacios, Ana (2016). Desigualdad tatuada en la piel. El País. [29]
- Palacios, Ana (2016). Inequality is skin-deep: The Buruli ulcer in Benin. LACUNA Magazine.[30]
- Palacios, Ana (2015). Los niños del queroseno. El País.[31]
- Palacios, Ana (2015). Cambiar es un arte. El País. [32]
- Palacios, Ana (2015). Un oasis para los hijos de la guerra. El País. [33]
- Palacios, Ana (2014). El refugio de los albinos. El País.[34]
- Palacios, Ana (2014). Batwa, los míseros entre los pobres. El País. [35]
- Palacios, Ana (2014). Rescatadas por la educación. El País.[36]
- Palacios, Ana (2014). Diseñadoras de sueños. El País. [37]
- Palacios, Ana (2014). Cuarenta litros de vida. El País. [38]
- Palacios, Ana (2013). Albinos en Tanzania, los guisantes blancos de Mendel. El Mundo.[39]
- Palacios, Ana (2013). El color de la piel sí importa. Glamour España.
- Palacios, Ana (2013). Albinos - Los fantasmas africanos. GEA PHOTOWORDS. [40]
- Palacios, Ana (2013). Hospitalidad Jesús de Nazaret. Revista Tierra Santa.
- Palacios, Ana (2012). Minuto de Nancys, Phoskitos y trenzas indias. El País.[41]
- Palacios, Ana (2012). Viaje al centro de la Tierra... Santa. 3 Viajes. [42]
- Palacios, Ana (2011). Moscú Underground. Empresa Exterior.
- Palacios, Ana (2011). Un día en el psiquiátrico. 3 Viajes. [43]

## Premios y reconocimietos
- Premio Señas de identidad de la Diputación de Cáceres, 2023.[44]
- Premio REDES a la trayectoria profesional, Red de Entidades para el Desarrollo Solidario, 2023.[45]
- Certamen de portfolios de fotografía del PhotoArt Festival de Torrelavega, 2023.[46]
- Premio Artes&Letras de fotografía, 2022.[47]
- Nominada al Premio Leica Oskar Barnack, 2022.
- Premio Internacional SUGi x NAVA Photography, 2022.[48]
- Seleccionada del Premio Internacional de Fotografía E CA de Riba-Roja, 2022.
- Premio Avuelapluma de Fotografía Juan Guerrero, 2022.[49][50]
- Mención de Honor del Premio Internacional de Periodismo Manuel Chaves Nogales, 2022.[51][52]
- National Geographic Society's Emergency Fund for Journalists, 2021.
- Ayudas a la creación SOS ARTE/CULTURA de VEGAP, 2021.[53]
- Premio f/DKV a la Fotografía con Causa, 2021.[54]
- Concurso Internacional de Fotografía Fundación Esperanza Pertusa, 2021.[55]
- Nominada al Premio Leica Oskar Barnack, 2021.
- Seleccionada The New York Portfolio Review, para The New York Times, 2021.
- Beca International Women's Media Foundation (IWMF) Journalism Relief Fund, 2020.
- Preseleccionada para el premio Marilyn Stafford FotoReportage, 2020.
- MadridDocuFest. Categoría de Documental Multimedia, 2019.[56]
- Mención de Honor UNICEF Photo of the Year Award, 2018.[57]
- Mención de Honor IPA International Photography Awards (IPA). Editorial, Photo Essay and Feature Story Categories, 2018.
- Medalla de Plata IPA International Photography Awards (IPA). Categoría Libro, 2018.[58]
- Premio Prensa Manos Unidas. 2018.[59]
- Festival de Internacional Fotografía Paraty em Foco Brasil. Ensayo. Finalista. 2018.[60]
- UNICEF Photo of the Year Award. Mención Honorífica. 2017.[61]
- Visa de l’ANI. French Picture Editors Association (ANI). Medalla de Plata. 2017.[62]
- Alfred Fried Photography Awards. Finalista. 2017.[63]
- Neutral Density Awards (ND). Categoría Vida Diaria Medalla de Plata. 2016.[64]

## Obra en colecciones
- Lucie Foundation. Lucie Awards
- Fundación María Cristina Masaveu Peterson[65]
- Colección DKV Seguros
- Ayuntamiento de Alcobendas[66]
- Fundación Genes y Gentes
- Museo Periódico Heraldo de Aragón
- Fundación Fernando de Castro. Sede Asociación para la Enseñanza de la Mujer.
- The Kilimanjaro Christian Medical Centre. Moshi, Tanzania
- Ayuntamiento de Murcia
- Universidad de Zaragoza
- Universidad de Sevilla
- Archivo Municipal de Málaga